# Workin' with The Miles Davis Quintet
Workin' with the Miles Davis Quintet (ofte blot omtalt som Workin') er et album af Miles Davis Quintet, der blev udgivet i januar 1960 gennem Prestige Records. Albummet blev indspillet ved to sessioner den 11. maj og den 26. oktober 1956, der resulterede i fire album - udover dette også i Relaxin' with the Miles Davis Quintet, Steamin' with the Miles Davis Quintet og Cookin' with the Miles Davis Quintet.
Albummets anden skæring, "Four" er en komposition skrevet af Eddie Vinson, der gav Davis lov til at anvende kompositionen og blive krediteret for den. "Trane's Blues" er også krediteret Davis, men er en John Coltrane-komposition (oprindeligt med titlen "John Paul Jones"), der hidrører fra en tidligere session ledet af bassisten Paul Chambers. I "Trane's Blues" spiller Coltrane og Davis også lidt af Charlie Parkers "The Hymn".

## Baggrund
Davis oplevede i 1955 en stigende popularitet og kombineret med ønsker om at forny musikken, dannede Davis en ny kvintet med saxofonisten John Coltrane, pianisten Red Garland, bassisten Paul Chambers og trommeslageren Philly Joe Jones. For at opfylde kontraktlige forpligtelser indspillede han lange, spontane kompositioner med kvintetten, der blev udgivet over fire albums – Workin ', Cookin', Relaxin' og Steamin' with the Miles Davis Quintet.

## Indhold
Prestige – LP 7166:
| 1. | "It Never Entered My Mind" | 5:26 |
| 2. | "Four"                     | 7:15 |
| 3. | "In Your Own Sweet Way"    | 5:45 |
| 4. | "The Theme" (Take 1)       | 2:01 |

| 1.            | "Trane's Blues" (a.k.a. "Vierd Blues") | 8:35  |
| 2.            | "Ahmad's Blues"                        | 7:26  |
| 3.            | "Half Nelson"                          | 4:48  |
| 4.            | "The Theme" (Take 2)                   | 1:03  |
| Total længde: | Total længde:                          | 41:59 |

Alle numre er optaget den 11. maj 1956, bortset fra "Half Nelson", der blev indspillet den 26. oktober 1956.

## Musikere
- Miles Davis – trompet
- John Coltrane – tenorsaxofon (undtagen 1)
- Red Garland – klaver
- Paul Chambers – bas, cello
- Philly Joe Jones – trommer